# Márk Csinger
Márk Csinger (Jászberény, 31 maggio 2003) è un calciatore ungherese, difensore del Győri ETO in prestito dal DAC Dunajská Streda.

## Carriera
Cresciuto nei settori giovanili di MTK Budapest e SPAL, l'8 luglio 2022 viene acquistato dal DAC Dunajská Streda, con cui firma un triennale con opzione, venendo subito ceduto in prestito al Győri ETO. Rientrato al club slovacco, si impone subito come titolare nel ruolo; il 21 settembre 2023 rinnova fino al 2027 con i gialloblù. Il 2 agosto 2025 prolunga per un'ulteriore stagione e fa ritorno, a titolo temporaneo, al Győri ETO.

## Statistiche

### Presenze e reti nei club
Statistiche aggiornate al 17 agosto 2025.
| Stagione                   | Squadra                    | Campionato                 | Campionato | Campionato | Coppe nazionali | Coppe nazionali | Coppe nazionali | Coppe continentali | Coppe continentali | Coppe continentali | Altre coppe | Altre coppe | Altre coppe | Totale | Totale |
| Stagione                   | Squadra                    | Comp                       | Pres       | Reti       | Comp            | Pres            | Reti            | Comp               | Pres               | Reti               | Comp        | Pres        | Reti        | Pres   | Reti   |
| -------------------------- | -------------------------- | -------------------------- | ---------- | ---------- | --------------- | --------------- | --------------- | ------------------ | ------------------ | ------------------ | ----------- | ----------- | ----------- | ------ | ------ |
| 2022-2023                  | Győri ETO                  | NBII                       | 12         | 1          | MK              | 3               | 1               | -                  | -                  | -                  | -           | -           | -           | 15     | 2      |
| 2023-2024                  | DAC Dunajská Streda        | SL                         | 24         | 1          | CS              | 2               | 0               | UECL               | 0                  | 0                  | -           | -           | -           | 26     | 1      |
| 2024-2025                  | DAC Dunajská Streda        | SL                         | 10+1       | 0          | CS              | 2               | 0               | UCoL               | 1                  | 0                  | -           | -           | -           | 14     | 0      |
| Totale DAC Dunajská Streda | Totale DAC Dunajská Streda | Totale DAC Dunajská Streda | 34+1       | 1          |                 | 4               | 0               |                    | 1                  | 0                  |             | -           | -           | 40     | 1      |
| ago. 2025-2026             | Győri ETO                  | NBI                        | 3          | 0          | MK              | 0               | 0               | UCoL               | 2                  | 0                  | -           | -           | -           | 5      | 0      |
| Totale Győri ETO           | Totale Győri ETO           | Totale Győri ETO           | 15         | 1          |                 | 3               | 1               |                    | 2                  | 0                  |             | -           | -           | 20     | 2      |
| Totale carriera            | Totale carriera            | Totale carriera            | 49+1       | 2          |                 | 7               | 1               |                    | 3                  | 0                  |             | -           | -           | 60     | 3      |